# Barvinkove, Pohrebîșce
Barvinkove (în ucraineană Барвінкове) este un sat în comuna Rozkopane din raionul Pohrebîșce, regiunea Vinnița, Ucraina.

## Demografie
Componența lingvistică a localității Barvinkove
     Ucraineană (95,83%)
     Rusă (4,17%)
Conform recensământului din 2001, majoritatea populației localității Barvinkove era vorbitoare de ucraineană (95,83%), existând în minoritate și vorbitori de rusă (4,17%).